# Kalorimeter
Kaloriméter ali toplotni števec je priprava namenjena meritvam porabljene toplotne energije v stavbah ali posameznih stanovanjih. Na osnovi pretoka vode in temperaturne razlike med dotokom in odtokom toplotni števec izračuna količino oddane toplotne energije in jo prikaže v fizikalnih enotah kWh, MWh, MJ, GJ ali Btu.